# Lamberto de Chalon
Lamberto de Chalon (Chalon-sur-Saône, 930 — 22 de fevereiro de 978) foi um nobre da França medieval, detentor do senhorio e condado de Chalon-sur-Saône e Autun.

## Biografia
A atribuição do título de Conde de chalon, foi-lhe feita pelo rei Lotário I de França (941 — 986), que lhe atribuiu o título em 968. Lamberto, assim o foi o primeiro dos Condes hereditários de Chalon.
Com a morte de Lamberto a 22 de fevereiro 978, foi o seu filho Hugo I de Chalon (972-1039) quem o sucedeu no governo do condado, sendo no entanto, além de conde de Autun e Chalon, Bispo de Auxerre.

## Relações familiares
Foi filho de Roberto de Troyes, Visconde de Dijon e de Ingeltrude de Dijon.
Casou em 968 com Adelaide de Vermandois (928 - 987), filha de Roberto I de Vermandois (c. 910 - 19 de junho de 966) e de Adelaide Werra da Borgonha (930 - 987), filha de Gilberto da Borgonha (900 - depois de 956) e de Ermengarda da Borgonha, de quem teve:
1. Gerberga de Chalon, casada com o rei Adalberto da Itália[3][4] (descendente de Conde Amadeu de Langres) (790 - 827). Depois da morte do marido casou com Odo-Henrique, Duque da Borgonha.[5][6][7]
2. Hugo I de Chalon (972 - 1039), foi Bispo de Auxerre e conde de Chalon.
3. Elisabete de Chalon (970 - 1014)
4. Aelis de Chalon, casada com Guy I de Mâcon (975 - 1004).